# Can Manent (Premià de Mar)
Can Manent és una masia de Premià de Mar (Maresme) protegida com a bé cultural d'interès local.

## Descripció
És una masia d'estructura basilical, de tres crugies, corresponent al tipus IV, amb planta baixa, pis i golfes a nivell de la crugia central, coberta per una teulada de dues vessants amb el carener perpendicular a la façana.
La porta principal d'accés, a la crugia central, és d'arc de mig punt dovellat. La resta d'obertures són quadrangulars, amb brancals, llindes i ampits realitzats amb carreus de pedra. Les dues portes laterals de la planta baixa foren obertes amb posterioritat.
L'interior està reformat i no conserva gaires elements originals.
Fent angle (E) amb la façana, s'alça un porxo obert per un arc, de planta baixa i pis, obra del segle XIX
A la part posterior hi ha una nau adossada, de planta baixa i coberta amb una terrassa a la qual s'accedeix des del primer pis de la masia, possiblement feia les funcions de caseta de les eines o aixoplug de les bèsties de càrrega.
Actualment, Can Manent, és destinat a Museu i Biblioteca de Premià.

## Història
Al voltant de la masia s'han documentat fragments de ceràmica de vernís negre Campaniana A, àmfora púnico-ebussitana, ceràmica comuna ibèrica, àmfora ibèrica, àmfora itàlica, bètica i local, ceràmica comuna romana (local i nord-africana), i fragments de tegulae i ímbrex. També s'han documentat alguns materials ceràmics reaprofitats en la construcció de les parets de la masia. No es coneix cap mena d'estructura relacionada, però es podria pensar en la presència en aquest indret d'un establiment iberoromà amb una cronologia entre els segles iii aC i I dC.
Els primers documents (1618) que ens parlen de Can Manent van estretament lligats als orígens de Premià de Mar, ja que al seu voltant s'establí una petita població de pescadors i pagesos.
El 1719, els límits de Can Manent eren, d'una banda, el mar, i de l'altra, Vilassar. La família Manent va tenir un paper important a la formació del nou poble de pescadors, arran de mar.
La masia de Can Manent, malgrat les notícies de començaments del segle xvii referents a la família propietària, és un edifici de ple segle xviii, aprofitant potser alguna dependència anterior (hom opina que el celler és el sector més antic de la casa), i amb annexos posteriors (casa dels masovers).